# Escalope panée

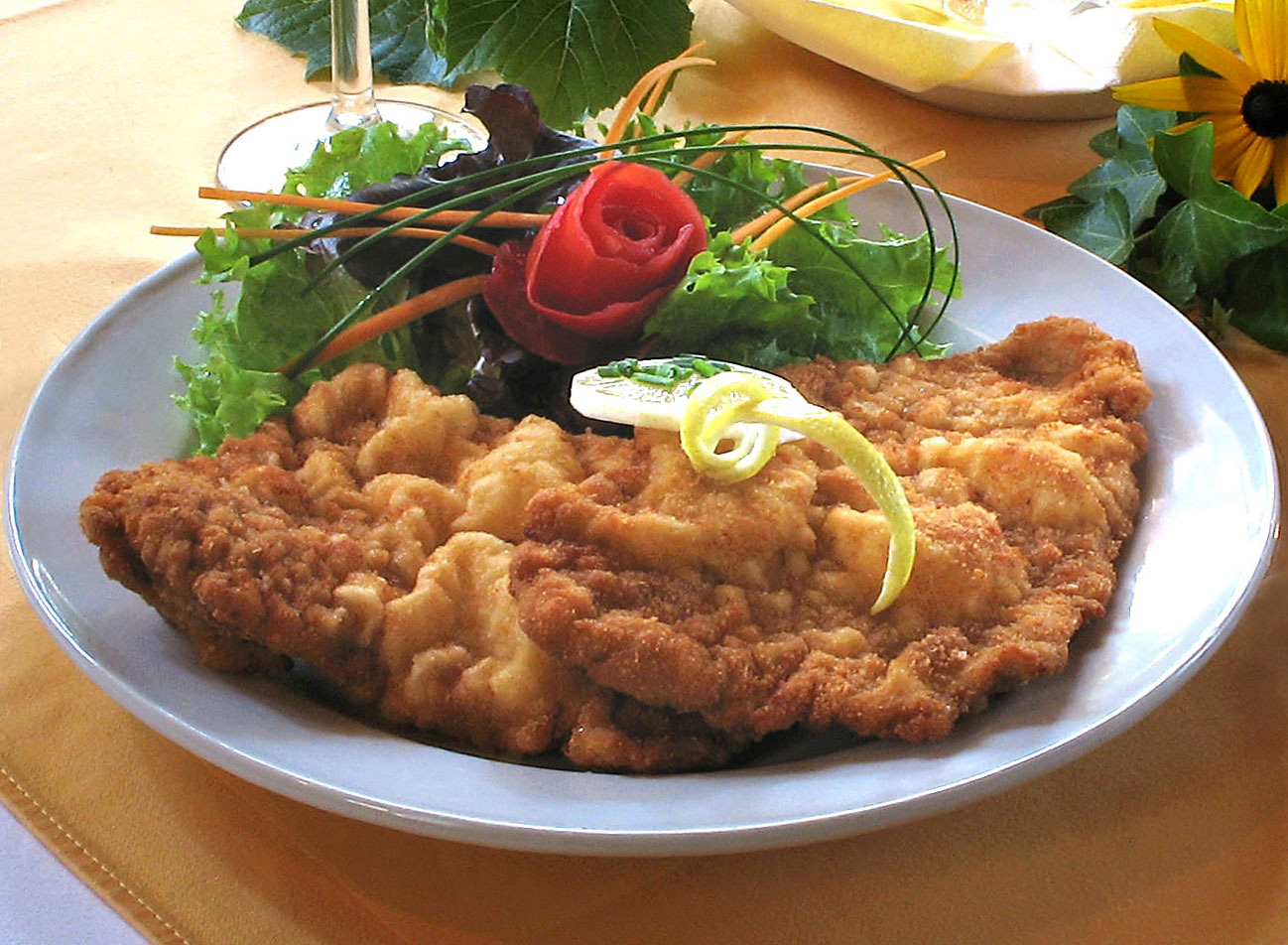
Une escalope viennoise, ou Wiener-Schnitzel.

Une escalope panée ou schnitzel est une pièce de viande particulière, l'escalope, cuisinée d'une manière spécifique, dite « panée ». Il en existe plusieurs variantes selon la viande utilisée et le fromage. Toutes se présentent en une tranche de viande sans os enrobée de chapelure et cuite dans la graisse, à la poêle.
Les variantes fréquentes en Europe sont :
- sans fromage, dite escalope viennoise, généralement à base de viande de veau ;
- Viande de veau panée, dite Côtelette Menon[2] ou Côtelette révolution[3].
- sans fromage et à base de viande de porc, dite șnițel en Roumanie;
- avec du parmesan, dite escalope à la milanaise ;
- fourrée au fromage, dite escalope cordon bleu.